# Milorad Terzić
Milorad Terzić (srbsko Милорад Терзић), srbski general, geodet in izumitelj, * 6. april 1880, † 28. maj 1939.

## Življenjepis
Kot vojaški geodet je izumil več naprav za izvajanje meritev.